# George Heriot

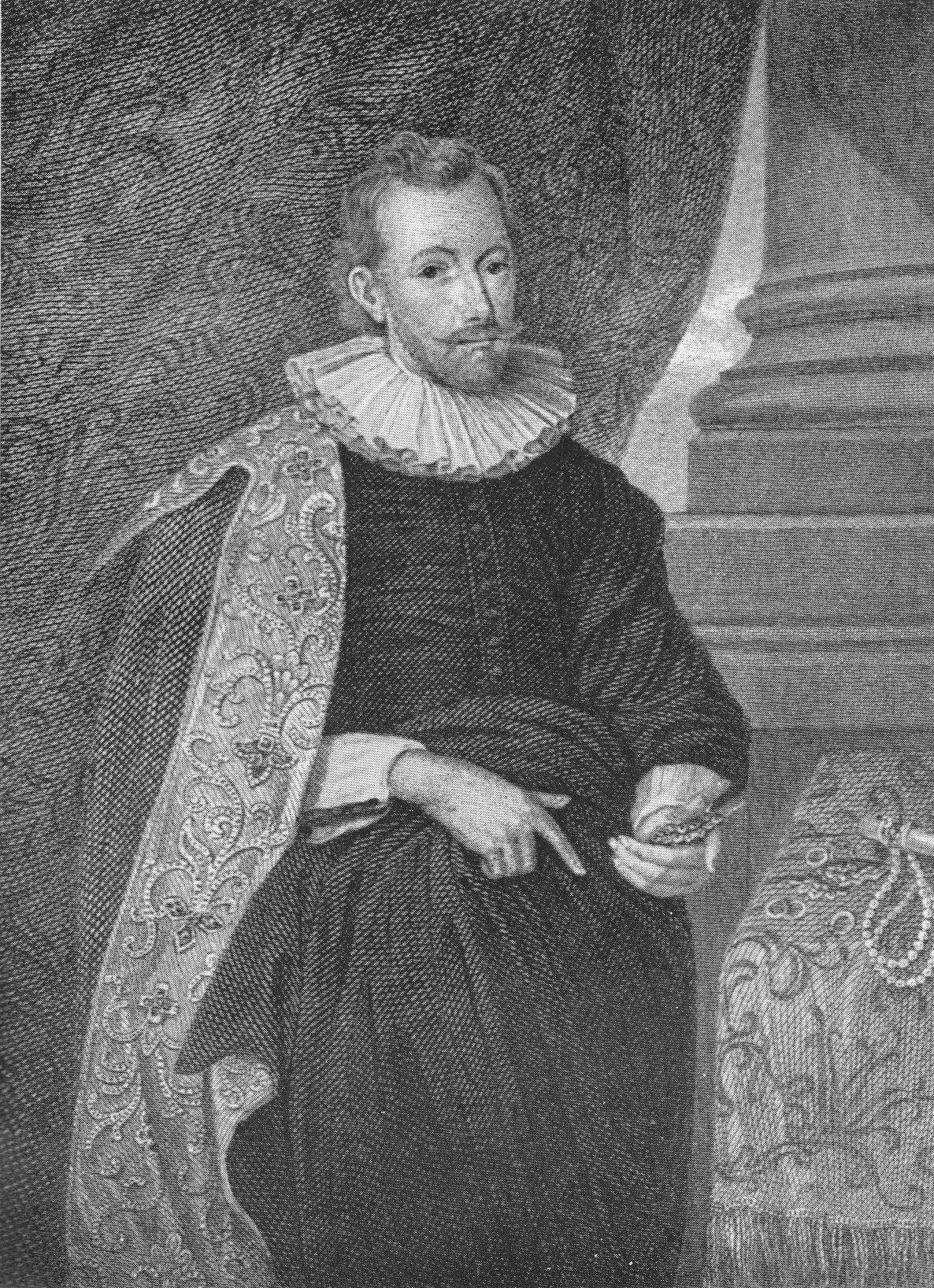
George Heriot

George Heriot (* 15. Juni 1563 in Edinburgh; † 12. Februar 1624 in London) war Goldschmied in Edinburgh, Schottland. Er wurde zunächst zum Goldschmied von Anna von Dänemark, der Frau von König Jakob VI. von Schottland ernannt, dann 1601 zum Goldschmied des Königs selbst. Als James die englische Krone erhielt (dann Jakob I. genannt), folgte ihm Heriot als Goldschmied, Juwelier und Bankier nach London. Heriot stiftete unter anderem ein Hospital in Edinburgh.
Nach ihm und James Watt ist die Heriot-Watt University in Edinburgh benannt.
Ihm wurde 1623 von Jean Bara eine Sammlung ornamentaler Kupferstiche – Grotesken des niederländischen Juweliers und Goldschmied in London Nicasius Rousseel – gewidmet. Die Widmung lautet: De Grotesco perutilis atque omnibus quibus pertinebit valde necessarius Liber: Per Nicasium Roussel ornatissimo generosissimo alq. variarum artium peritissimo viro: Domino G. Heriot.
(Eine Schrift über Grotesken, sehr nützlich und äußerst notwendig für alle, die davon betroffen sein werden: Von Nicasius Rousseel für einen hochgeachteten, äußerst edelmütigen und extrem kundigen Mann etlicher verschiedenartiger Künste: den Herrn George Heriot.)